# 吴尔玺
西奥多·德怀特·吴尔玺（英語：Theodore Dwight Woolsey，1801年10月31日—1889年7月1日），是美国的学者、作家，曾经担任耶鲁大学的校长。

## 作品
- Introduction to the study of International Law（《国际法研究导论》，1860年）
- Essays on Divorce and Divorce Legislation（《离婚与离婚法文集》，1869年）
- Religion of the Present and Future, a collections of sermons（《当代和未来宗教布道集》1871年）
- Political Science（《政治科学》，1877年）
- Communism and Socialism（《共产主义和社会主义》，1880年）
- Helpful Thoughts for Young Men（《致年轻人：有用的想法》1882年）